# Pilsenite
La pilsenite è un minerale.